# Championnat de la Barbade de football 2005
Navigation
Saison précédente Saison suivante
La saison 2005 du Championnat de la Barbade de football est la trente-huitième édition de la Premier League, le championnat national à la Barbade. Les dix équipes engagées sont regroupées au sein d'une poule unique où elles s'affrontent à deux reprises. En fin de saison, les deux derniers du classement sont relégués et remplacés par les deux meilleures formations de Division 1.
C'est le tenant du titre, Notre Dame SC, qui remporte à nouveau la compétition cette saison après avoir terminé en tête du classement final, avec huit points d'avance sur Barbados Defence Force SC et neuf sur Silver Sands FC. Il s’agit du septième titre de champion de la Barbade de l'histoire du club.

## Les clubs participants
- Paradise Football Club
- Notre Dame SC
- Youth Milan FC
- Pride of Gall Hill FC
- Silver Sands FC
- Eden Stars FC
- Beverly Hills FC
- Pinelands SC - Promu de Division 1
- Oxley United - Promu de Division 1
- Barbados Defence Force SC

## Compétition
Le barème de points servant à établir le classement se décompose ainsi :
- Victoire : 3 points
- Match nul : 1 point
- Défaite : 0 point

### Classement
| Rang | Équipe                    | Pts | J  | G  | N | P  | Bp | Bc | Diff |
| ---- | ------------------------- | --- | -- | -- | - | -- | -- | -- | ---- |
| 1    | Notre Dame SCT            | 41  | 18 | 12 | 5 | 1  | 44 | 11 | +33  |
| 2    | Barbados Defence Force SC | 33  | 18 | 10 | 3 | 5  | 32 | 18 | +14  |
| 3    | Silver Sands FC           | 32  | 18 | 9  | 5 | 4  | 38 | 18 | +20  |
| 4    | Paradise Football ClubC   | 30  | 18 | 8  | 6 | 4  | 36 | 20 | +16  |
| 5    | Eden Stars FC             | 30  | 18 | 9  | 3 | 6  | 29 | 27 | +2   |
| 6    | Youth Milan FC            | 28  | 18 | 7  | 7 | 4  | 44 | 30 | +14  |
| 7    | Beverly Hills FC          | 21  | 18 | 5  | 6 | 7  | 29 | 33 | -4   |
| 8    | Pride of Gall Hill FC     | 17  | 18 | 5  | 2 | 11 | 18 | 30 | -12  |
| 9    | Pinelands SCP             | 11  | 18 | 3  | 2 | 13 | 24 | 59 | -35  |
| 10   | Oxley UnitedP             | 6   | 18 | 2  | 1 | 15 | 17 | 65 | -48  |

|  | Champion de la Barbade 2005                                                         |
|  | Relégation en Division 1                                                            |
|  | T : Tenant du titre C : Vainqueur de la Coupe de la Barbade P : Promu de Division 1 |

## Bilan de la saison
| Championnat de la Barbade de football 2005 |                          |
| Champion                                   | Notre Dame SC (7e titre) |
| Coupes et trophées                         |                          |
| Vainqueur de la Coupe de la Barbade 2005   | Paradise Football Club   |
| Qualifications continentales               |                          |
| CFU Club Championship 2005                 | Aucun                    |
| Promotions et relégations                  |                          |
| Promus en Premier League                   | Britton Hill FC          |
| Promus en Premier League                   | Tudor Bridge FC          |
| Relégués en Division 1                     | Oxley FC                 |
| Relégués en Division 1                     | Pinelands SC             |